# Djemal Pacha
Ahmed Djemal Pacha (en turc ottoman : احمد جمال پاشا ; en turc moderne : Ahmet ou Ahmed Cemal Paşa), né le 6 mai 1872 à Mytilène (Empire ottoman) et mort le 21 juillet 1922 à Tbilissi (RSFS de Transcaucasie), est un militaire et homme politique ottoman, membre du triumvirat militaire des Trois Pachas qui entraîne et dirige l'Empire ottoman dans la Première Guerre mondiale. Pacha est un titre de fonction.
Ministre de la Marine, il commande l'armée ottomane lors de l'offensive contre le canal de Suez au début de l'année 1915. Malgré l'échec de cette dernière, Djemal Pacha parvient à maintenir momentanément l'autorité ottomane sur les provinces de Syrie et de Beyrouth, réprimant au passage le nationalisme arabe, ce qui lui vaudra d'être surnommé As-Saffah ( « le Boucher ») par les Arabes.
On dis sur lui qu’il ne pouvait pas prendre sont déjeuner sans pendre 20 arabes par jour pendant qu’il était en poste dans le Vilayet de Syrie.
Avec les autres membres du triumvirat (le ministre de l'Intérieur Talaat Pacha et le ministre de la Guerre Enver Pacha), il est impliqué dans les génocides arménien, assyrien et grec pontique, bien que son degré d'implication dans ces derniers fassent l'objet de controverse.
Après la guerre, il s'exile en Afghanistan. Devenu officier de liaison militaire pour le compte de l'émir Amanullah Khan, il est envoyé dans ce qui deviendra l'Union soviétique pour y négocier avec les Bolcheviks. Il meurt assassiné le 21 juillet 1922 à Tbilissi dans des conditions controversées.

## Débuts

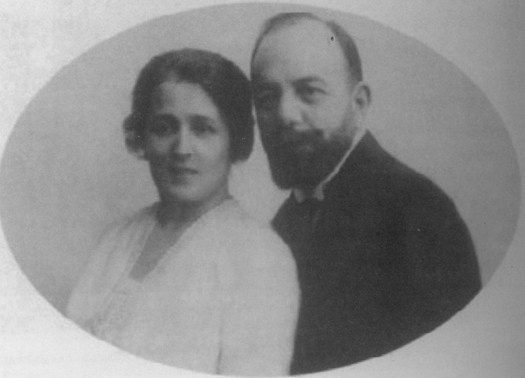
Djemal Pacha et son épouse Seniha Hanım

Il est né à Mytilène, sur l'île de Lesbos, d'un père pharmacien militaire, Mehmet Nesip Bey. Il est diplômé de l'école militaire de Kuleli en 1890, puis de l'académie militaire en 1893 à Constantinople. Il a d'abord servi pour le 1er département du Ministère des problèmes militaires, puis il a travaillé au département de construction de fortifications de Kırkkilise (Kırklareli) rattaché à la 2e armée. Djemal fut désigné au second corps d'armée en 1896. Deux ans plus tard, il devint commandant de la division Novice à Thessalonique.
En 1905, quand il devint major et fut désigné en tant qu'inspecteur des chemins de fer, il a commencé à sympathiser avec les réformes des Jeunes-Turcs à propos des problèmes militaires. En 1906, il rejoint la Société libérale ottomane. Il devint un homme d'influence dans le département des problèmes militaires des Jeunes-Turcs. Il devint membre du Conseil du troisième corps d'armée en 1907. Il y travailla auprès du major Ali Fethi Okyar et Mustafa Kemal.
En 1909, à la suite des massacres d'Adana en Cilicie où plus de 30 000 Arméniens furent assassinés, le nouveau pouvoir Jeune-Turc le nomma vali (préfet) de la province, avec pour mission de calmer les esprits et rassurer les Arméniens.

## Guerres balkaniques et arrivée au pouvoir
En 1911, Djemal est nommé gouverneur de Bagdad. Cependant, il démissionne pour se ré-engager dans l'armée lors de la première guerre balkanique. En octobre 1912, il est promu colonel.
À la fin de cette guerre, il joue un rôle important dans la propagande des Jeunes-Turcs, contre les négociations avec les pays européens. Il tente de résoudre les problèmes survenus à Constantinople après l'attaque de Bab-i Ali. Djemal joue un rôle significatif dans la deuxième guerre balkanique, et avec la révolution des Jeunes-Turcs le 23 janvier 1913, il devient commandant de Constantinople et ministre des Travaux publics.
En 1914, il devient ministre de la Marine. Avec le grand vizir Talaat Pacha et le ministre de la Guerre Enver Pacha, il forme le comité dirigeant appelé les Trois Pachas.

## Première Guerre mondiale

### Préparatifs de guerre

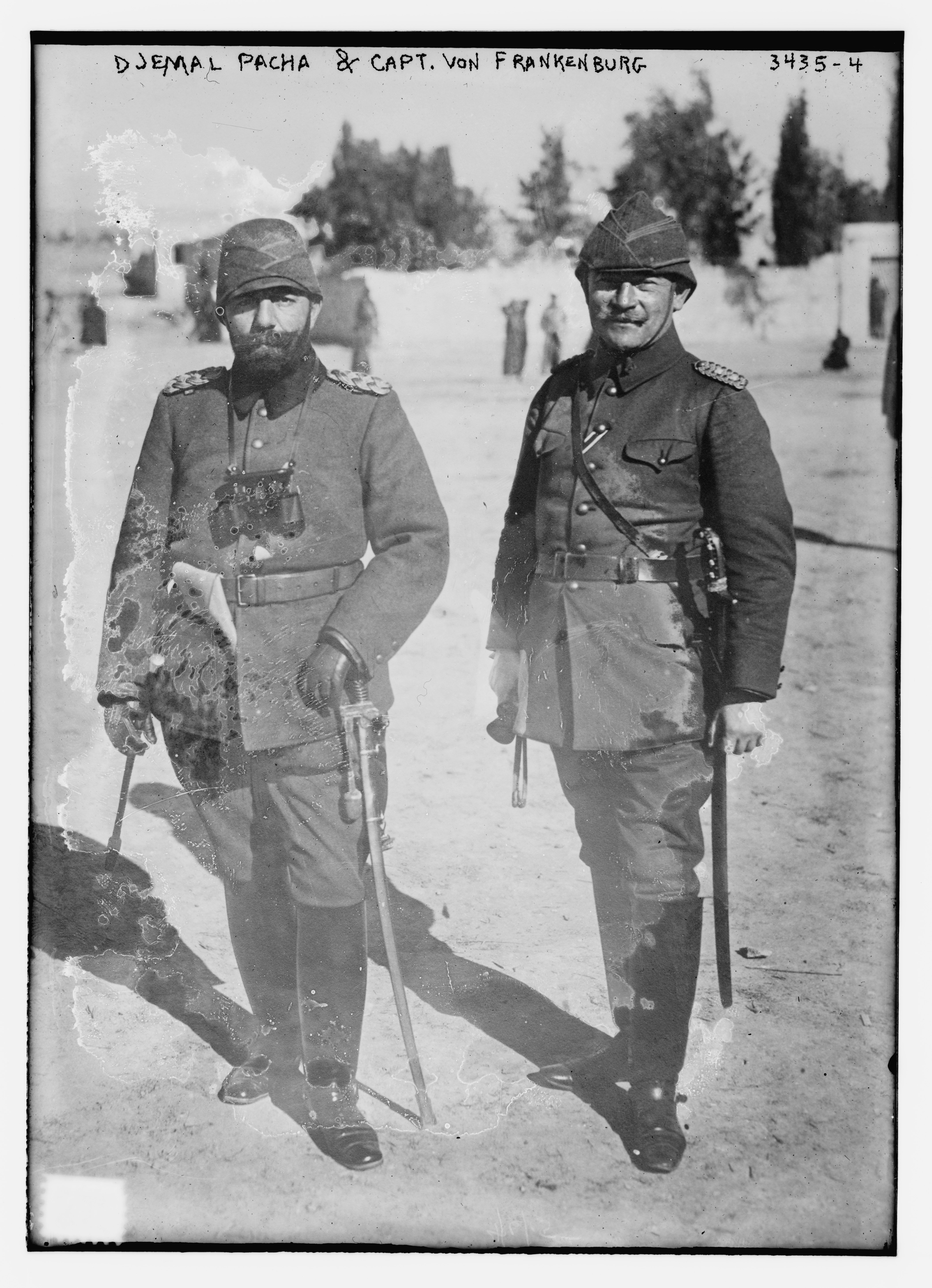
Djemal Pacha et le capitaine Von Frankenburg, 1914

Avant la Première Guerre mondiale, l'Empire ottoman cherche à assurer sa sécurité entre la Triple Entente (France, Royaume-Uni et Russie) et la Triplice (Allemagne, Autriche-Hongrie et Italie, mais cette dernière s'en séparera en 1914).
Djemal Pacha se rend en France pour négocier une alliance mais échoue. En accord avec Enver Pacha et Talaat Pacha, il passe alors dans le camp allemand. Le triumvirat des « Trois Pachas » contrôle le gouvernement ottoman à partir de 1913, régnant sur l'Empire ottoman pendant toute la Première Guerre mondiale. Djemal Pacha est l'un des concepteurs des politiques internes et étrangères du gouvernement.

### Gouverneur militaire en Syrie, Liban et Palestine
Après la déclaration de guerre de l'empire ottoman aux Alliés, Enver Pacha nomme Djemal Pacha pour diriger l'armée ottomane qui doit attaquer les forces britanniques en Égypte, ce qu'il accepte. Tout comme celles d'Enver, ses entreprises militaires aboutissent surtout à des échecs.

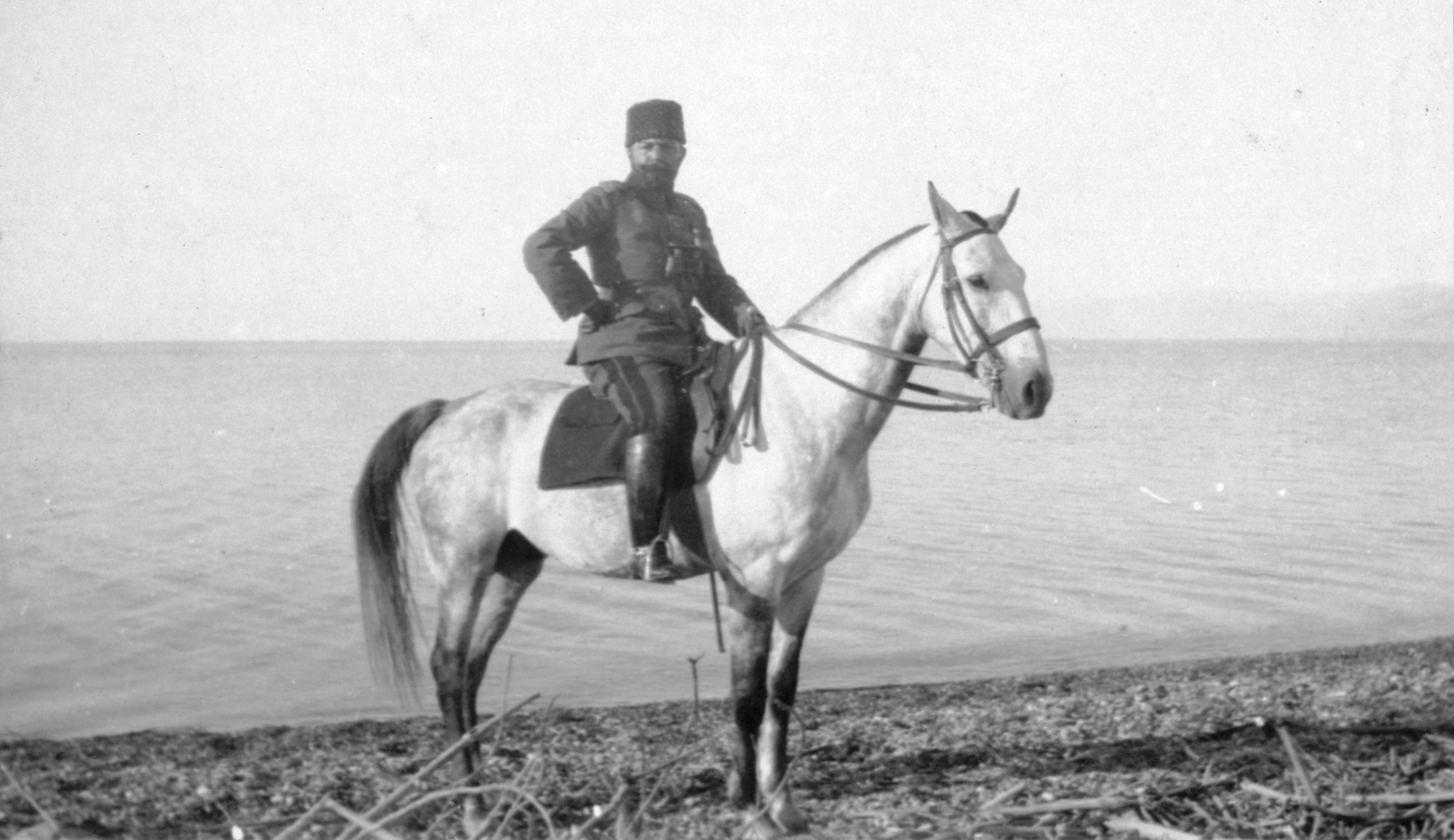
Djemal Pacha au bord de la mer Morte en 1915.

Djemal Pacha est nommé avec pleins pouvoirs aux affaires civiles et militaires en Syrie, au Liban, en Transjordanie et en Palestine en 1915, avec le commandement de la 4e armée. Une loi temporaire lui accorde des pouvoirs de secours en mai de cette année. Tous les décrets de cabinet de Constantinople liés à la Syrie sont soumis à son approbation. Son offensive contre le canal de Suez, en janvier-février 1915, est un échec. Sous son commandement, l'armée souffre d'un manque d'officiers professionnels, d'un système logistique insuffisante, et le pire, d'un moral bas assorti d'une épidémie de désertions. Les exigences de temps de guerre et les catastrophes naturelles qui affectent la région entraînent le mécontentement de la population arabe qui conduira à la révolte du Hedjaz soutenue par des nationalistes arabes d'autres régions.

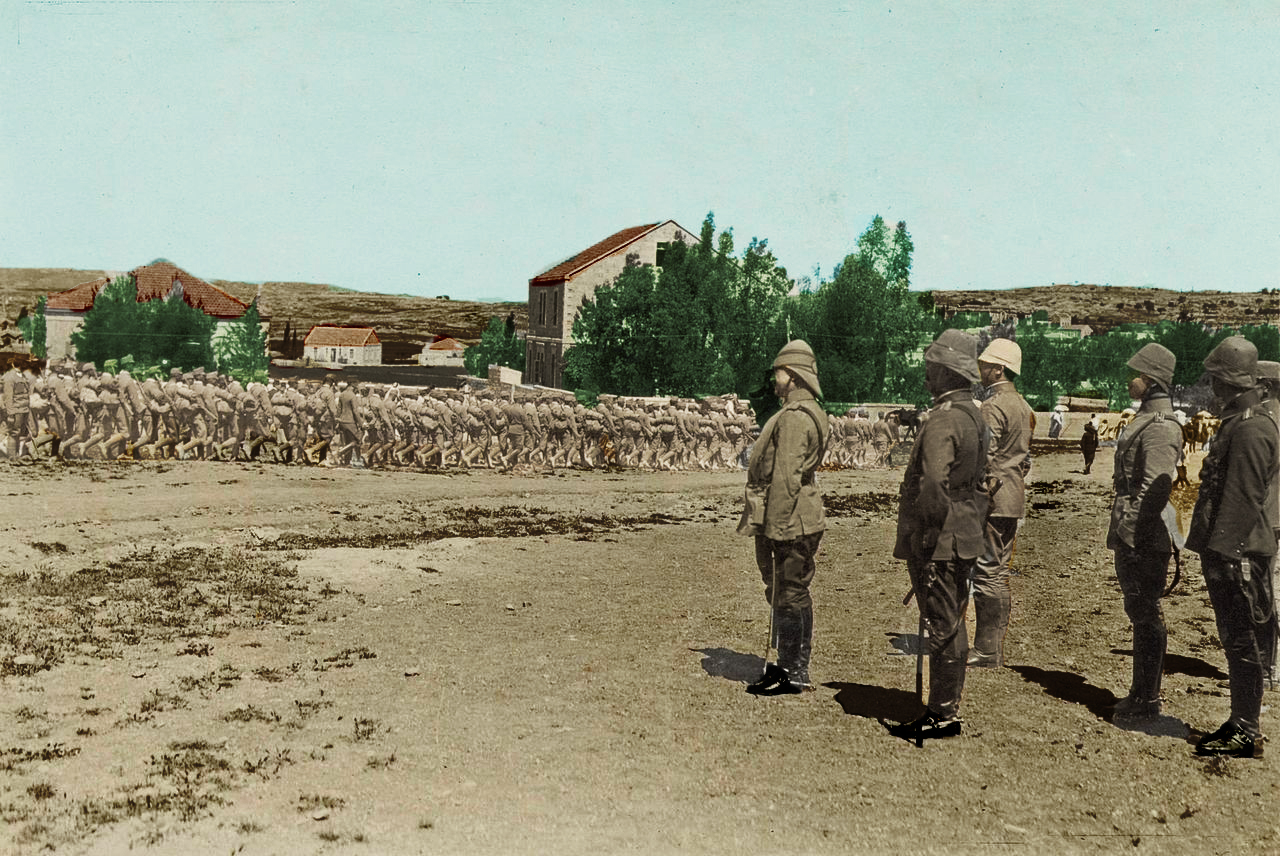
Djemal saluant les forces autrichiennes entrant à Jérusalem lors de la Première Guerre mondiale.

Opposé au sionisme et connu pour sa brutalité envers tous ceux qui ne sont pas turcs musulmans, il se tournera contre les Juifs comme contre tous les habitants de la région. Djemal apprécie néanmoins le professionnalisme des Juifs, leurs scientifiques et l'éducation juive. Il se joint les services de l'ingénieur agronome Aaron Aaronsohn (alors membre du réseau Nili) dans la lutte contre les sauterelles. En matière d'approvisionnement alimentaire, il consulte le Dr Arthur Ruppin et d'autres experts juifs. Il nomme l'ingénieur juif Nahum Wilbushevitz (membre du Nili lui aussi) ingénieur en chef de la ville de Jérusalem. Djemal change son attitude envers les Juifs et commence à les persécuter par crainte d'un « complot juif mondial ». Ainsi et pour le reste de la Première Guerre mondiale, il réprimera brutalement toutes les activités nationalistes, juives comme arabes et syriens. Il promulgue des décrets sévères tels que le recrutement forcé des sujets ottomans non musulmans à l'armée turque qui leur est hostile, l'internement ou l'expulsion des Juifs d'origine russe vers la Russie, comme les socialistes et sionistes Yitzhak Ben-Zvi et David Ben Gourion qui parvient à s'enfuir. Il interdit l'emploi de l'hébreu, il évacue des colonies juives ou pille les villages, et fait déporter des colons juifs de Jaffa dans le désert syrien. Il fait exécuter les espions et les déserteurs... Le 17 décembre 1914, 750 Juifs de Tel Aviv sont arrêtés au hasard dans les rues et internés en Égypte dans de dures conditions. La famine fait son apparition, aggravée par une invasion de sauterelles,.

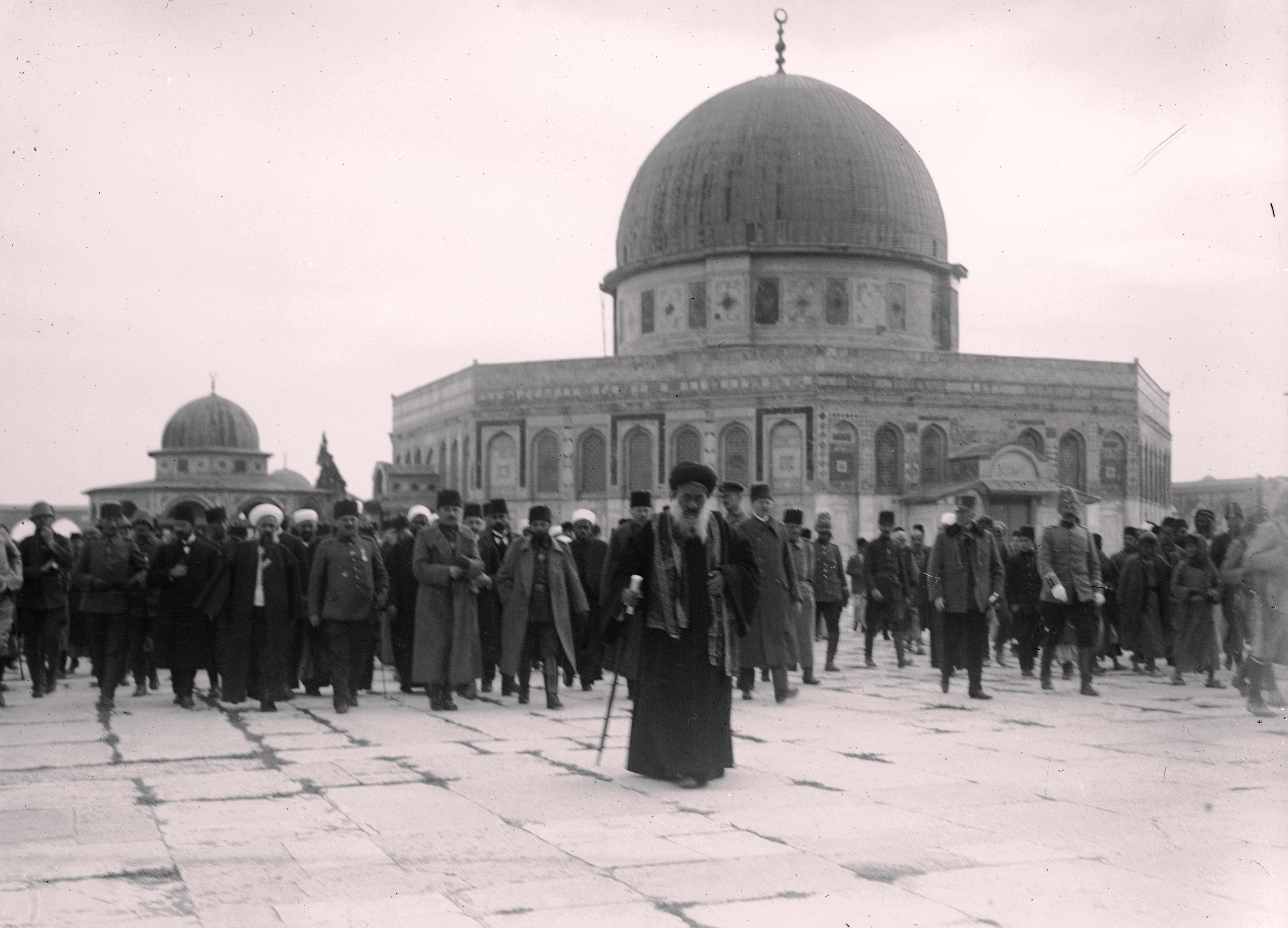
Enver Pacha et Djemal Pacha visitant le Dôme du Rocher, 1916

À la fin de 1915, Djemal Pacha démarre des négociations secrètes avec les Alliés pour mettre fin à la guerre : il se serait même proposé pour renverser le gouvernement ottoman. Ces tentatives ne mènent à rien, en partie parce que les Alliés sont incapables de s'entendre sur le futur territoire de l'Empire ottoman. L'historien A. L. Macfie doute que Djemal Pacha « ait jamais entrepris une action aussi risquée, en particulier parce qu'il se distinguait par son patriotisme » (« it may be doubted if he would ever have undertaken so risky an adventure, particularly as he was noted for his patriotism »).
Au printemps 1915, alors que la révolte arabe prend de l'ampleur, Djemal Pacha instaure un contrôle strict de la Syrie ottomane. La montée du nationalisme arabe devient un souci majeur à partir de 1916. Les autorités ottomanes perquisitionnent les consulats français à Beyrouth et à Damas et confisquent les documents secrets français qui indiquaient les activités et les noms des insurgés arabes. Djemal utilise ces informations : il est persuadé que l'insurrection sous contrôle français est la raison principale de ses échecs militaires. Il ordonne des tortures et la pendaison publique de plusieurs dizaines de nationalistes arabes accusés à tort de trahison, le 6 mai 1916, sur les places de Beyrouth et de Damas, ce qui lui vaudra le surnom de « boucher ». Cette répression cristallise le sentiment national arabe et syrien,.

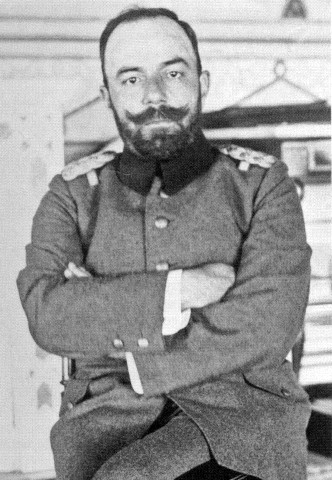
Djemal en 1918

Dans ses mémoires politiques, le député et chef du Beirut Reform Movement (en) Salim Ali Salam souligne que lors de son trajet vers Damas où il devait saluer Djemal Pacha, il remarque que le train où il voyage est réservé aux prisonniers dont des notables devant être mis à mort. Il essaie vainement de rencontrer Djemal le soir même mais le lendemain matin, tous sont déjà pendus.
Sa responsabilité dans le génocide arménien est discutée. En 1916, lors des premiers ordres de déportration, il ne semble pas être un des plus fervents partisans de l'extermination de tous les Arméniens mais dans la zone syrienne dont il est responsable, de nombreux Arméniens sont morts de famine, de maladie ou lors de violences. Les déportations d'Arméniens sont une bonne source de main d'œuvre dont il profite, les faisant travailler dans des conditions inhumaines sur des projets ambitieux comme le chemin de fer à Bagdad, dans les régions montagneuses du Kurdistan. Cependant, il débloque des crédits en faveur de quelque 35 000 Arméniens réinstallés de force en Syrie. Son projet échoue car la faim et la maladie n'ont laissé que 3 à 4 000 Arméniens dans la région.
À la fin de 1917, Djemal, depuis son poste à Damas, fait figure de dirigeant quasi indépendant sur sa portion de l'Empire. La même année, à la suite des défaites de l'armée ottomane face aux Anglais du général Allenby, il démissionne de la 4e armée et retourne à Constantinople. En avril 1918, Djemal ordonne l'évacuation des civils de Jaffa et de Jérusalem mais les Allemands sont furieux et l'ordre est annulé, révélant l'attitude ambiguë de Djemal face aux populations et le chaos régnant dans l'Empire ottoman.

### Fin du gouvernement des Jeunes-Turcs
Au dernier congrès des Jeunes-Turcs en 1917, Djemal Pacha est élu au conseil d'administration centrale.
Avec la défaite de l'Empire en octobre 1918 et la démission du cabinet de Talaat Pacha le 2 novembre 1918, Djemal s'enfuit avec sept autres leaders des Jeunes-Turcs en Allemagne, puis en Suisse.

## Condamnation, exil et assassinat
Djemal Pacha est jugé in abstentia avec 12 autres dirigeants jeunes-turcs au cours du procès de 1919, entre autres, pour sa participation aux crimes de masse contre les Arméniens et condamné à mort par contumace (28 avril - 5 juillet).
En 1920, Djemal se rend en Asie centrale où il travaille à la modernisation de l'armée afghane. L'Union soviétique ayant récemment imposé son autorité aux anciens territoires du Turkestan russe et du Caucase russe, Djemal se rend à Moscou en juin 1920 pour discuter d'une action commune entre Soviétiques et nationalistes musulmans pour soulever l'Inde britannique mais les bolcheviks se méfient et craignent qu'il n'établisse des liens avec les rebelles basmatchis contre la république soviétique du Turkestan.
Djemal se rend ensuite à Tbilissi en république soviétique de Géorgie pour négocier au nom du gouvernement afghan. Il est assassiné dans cette ville, ainsi que son secrétaire, le 21 juillet 1922 par Stepan Dzaghigian, Artashes Gevorgyan et Petros Ter Poghosyan, membres de l'opération Némésis qui le considéraient comme un des responsables du génocide arménien. Cette thèse est aujourd'hui débattue : certains considèrent qu'il est un des auteurs du génocide, d'autres rejettent cette thèse, en particulier Vahakn Dadrian. Selon une autre thèse, il a été abattu par la Tchéka géorgienne sur ordre de Staline.
Dans ses Mémoires, Djemal nie toute responsabilité dans les atrocités anti-arméniennes, met en avant son rôle d'assistance aux déportés, et estime qu'un million et demi de Turcs et de Kurdes ont été assassinés par les milices arméniennes et les troupes arméno-russes.

## Postérité
Le corps de Djemal fut autopsié. Ses restes furent enterrés à Erzurum.
Son petit-fils, Hasan Cemal, est un journaliste, chroniqueur et écrivain connu en Turquie, notamment pour avoir reconnu le génocide arménien et s'être excusé pour la part qu'a pris son grand-père dans ce dernier,.